# Outside In
Outside In ist ein US-amerikanisches Filmdrama der Regisseurin Lynn Shelton nach einem Drehbuch von Shelton und Jay Duplass. Die Hauptrollen übernahmen Jay Duplass, Edie Falco, Kaitlyn Dever und Ben Schwartz.
Die Weltpremiere war am 8. September 2017 auf dem Toronto International Film Festival. Der Film wurde am 30. März 2018 von The Orchard veröffentlicht. Beim Filmfest DC 2018 zeichnete die internationale SIGNIS-Jury den Film mit dem SIGNIS-Preis aus.

## Plot
Chris ist ein 38 Jahre alter Ex-Sträfling, der kürzlich aus dem Gefängnis entlassen wurde. Auf einer Überraschungsparty, um Chris‘ Entlassung aus dem Gefängnis zu feiern, trifft Chris wieder auf Carol, seine ehemalige Gymnasiallehrerin, die in den 20 Jahren, in denen er im Gefängnis war, seine Brieffreundin war und mit seiner Entlassung half.
Nachdem er sie wieder vor einem Restaurant getroffen hat, wo er sie abrupt umarmt und ihr ein Porträt gibt, das er von ihr gemacht hat, beginnt Carol zu erkennen, dass Chris in sie verknallt sein könnte, obwohl ihre Gefühle für ihn kompliziert sind, da sie verheiratet ist und eine Tochter hat.
Nachdem Carol ihn drängt, sich mit anderen Frauen zu treffen, fährt Chris zu Carols Haus, küsst sie und gesteht, dass er in sie verliebt ist. Trotz ihrer tiefen emotionalen Verbindung zu Chris besteht Carol darauf, dass sie versuchen sollten, Freunde zu sein. Als sie nach Hause zurückkehrt, nähert sie sich ihrem Mann, der jetzt nicht mehr in ihrem Schlafzimmer schläft und versucht, Sex zu initiieren, aber er lehnt sie ab.
Chris geht zum Frühstück bei Carol vorbei und er, Carol und Carols Teenager-Tochter Hildy kommen gut miteinander aus, obwohl die Stimmung von Carols Ehemann Tom runtergezogen wird. Chris ist auch frustriert über die Tatsache, dass Carol einem anderen Sträfling hilft, Bewährung zu bekommen. Außerdem ist er von seinem Bruder enttäuscht, weil dieser mit dem Mann, der die eigentliche Tat, für die er ins Gefängnis gesteckt wurde, befreundet ist. Er ärgert sich über seine Unfähigkeit, einen Job zu finden.
Hildy interessiert sich für Chris und freundet sich mit ihm an. Sie ist überrascht zu erfahren, dass er ihre Mutter so hoch schätzt – unter anderem schreibt Chris ihr zu, dass sie ihm geholfen hat, durch das Gefängnis zu kommen.
Trotz ihrer früheren Worte, dass sie nur Freunde sein können, setzt Carol ihre emotionale Beziehung mit Chris fort. Chris bittet Carol, einen Tag mit ihm zu verbringen, wo die beiden endlich frei sein können. Sie treffen sich für den Tag und gehen zum Abendessen und bowlen, bevor sie in ein Motel gehen. Sie schlafen miteinander und bekennen ihre Liebe füreinander. Am nächsten Morgen verlassen sie das Motel und werden von Tom und Hildy gesehen. Tom greift Chris an, der ihn ans Schienbein tritt, bevor er flieht.
Hildy verschwindet und wird später von Carol nach einem Hinweis von Chris gefunden. Carol entschuldigt sich dafür, dass sie Hildy nicht genug Aufmerksamkeit geschenkt und Chris den Vorzug gegeben hat, obwohl Hildy ihrer Mutter versichert, dass sie in Chris’ Leben etwas bewirken konnte. Carol gesteht, dass die Beziehung zwischen ihr und Chris ein einmaliges Ereignis war.
Tom verlässt das Haus der Familie, Chris bekommt einen Job und Hildy bricht in Chris und seines Bruders Haus ein, wo sie eine Kunstskulptur hinterlässt, die Chris als Zeichen der Vergebung erkennt.
Carol besucht Chris und sagt ihm, dass ihre Ziele letztlich inkompatibel sind, da er ein einfaches Leben will und sie sich jetzt nach einem erfüllenderen sehnt. Trotzdem bittet sie Chris um ein Date, in der Hoffnung, dass sie sich in der Gegenwart in ihren neuen Rollen kennenlernen. Chris stimmt zu.

## Produktion
Die Dreharbeiten begannen im Oktober 2016 im Bundesstaat Washington und dauerten über 20 Tage.

## Veröffentlichung
Der Film hatte seine Weltpremiere auf dem Toronto International Film Festival am 8. September 2017. The Orchard erwarb die Vertriebsrechte der USA für den Film. Netflix wollte den Film kurz darauf herausbringen. Es wurde auch am 10. März 2018 auf dem South by Southwest gezeigt. Es wurde am 30. März 2018 in einer limitierten Version veröffentlicht, bevor es am 3. April 2018 per Video on Demand veröffentlicht wurde.

## Kritik
Outside In erhielt positive Kritiken von Filmkritikern. Es hat derzeit eine Bewertung von 96 % auf der Review-Aggregator-Website Rotten Tomatoes, basierend auf 49 Bewertungen, mit einem gewichteten Durchschnitt von 7,3/10. Auf Metacritic hält der Film eine Bewertung von 76 von 100, basierend auf 18 Kritikern, was „allgemein positive Bewertungen“ anzeigt.